# Biohumus

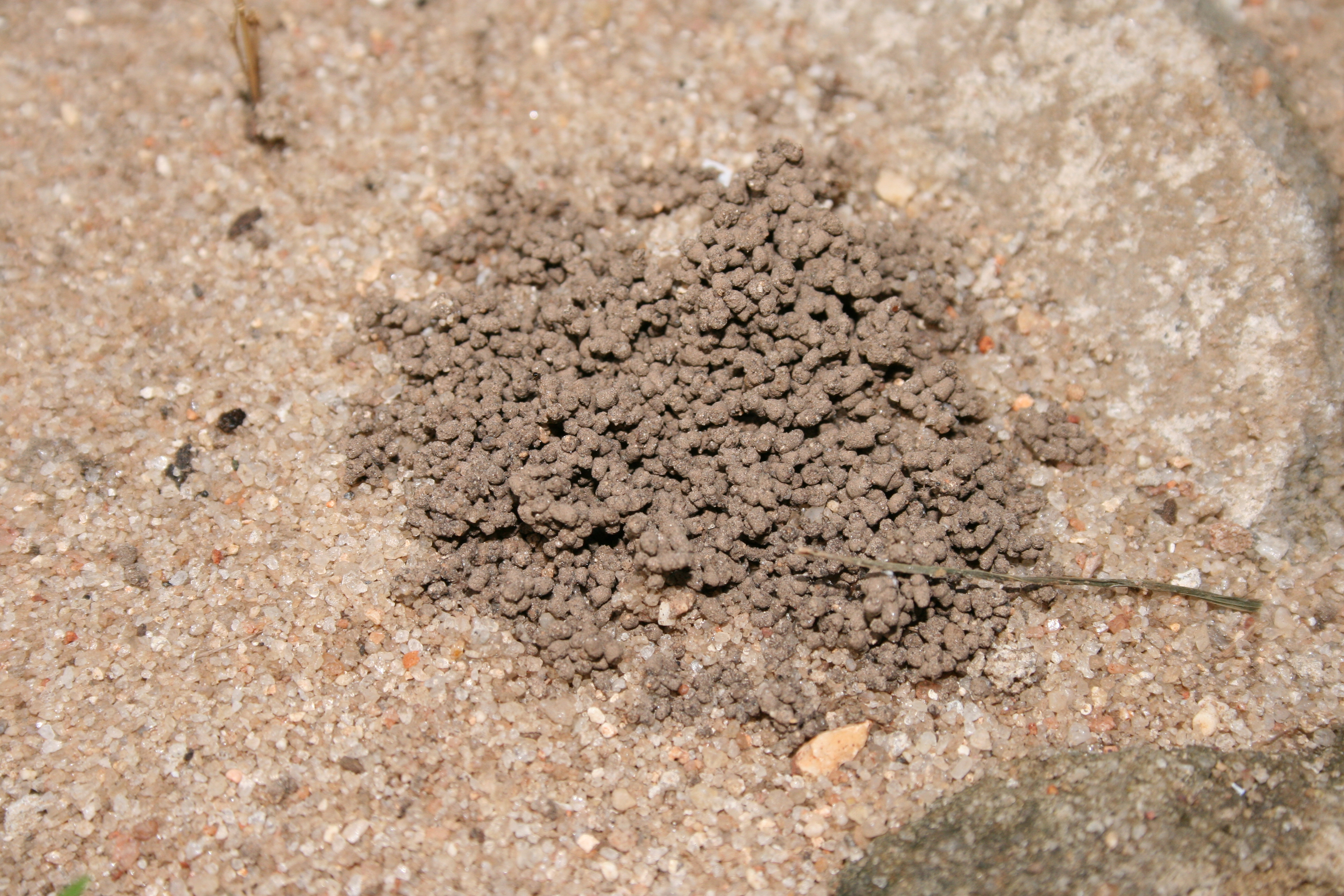
Odchody dżdżownicy stanowią nawóz

Biohumus, kompost koprolitowy, wermikompost - odchody dżdżownicy kompostowej (Eisenia fetida (Sav.)) uzyskiwane po przetworzeniu substancji organicznej (obornik, torf, odpady z rzeźni lub przetwórni owocowo-warzywnych, papier, wysłodki, wytłoki, trociny, osady ze ścieków) w specjalnych łożach. 
W porównaniu z kompostem produkowanym tradycyjnymi metodami korzystniej wpływa na plonotwórcze właściwości gleby, m.in. na jej zwiększenie aktywności biologicznej oraz zdolność do samooczyszczania się od skażeń chemicznych. Szczególne znaczenie ma w ogrodnictwie, gdyż łagodzi stresy przy przesadzaniu roślin, przeciwdziała szkodom powodowanym przez agrofagi oraz poprawia jakość plonów.